# 東京税理士会

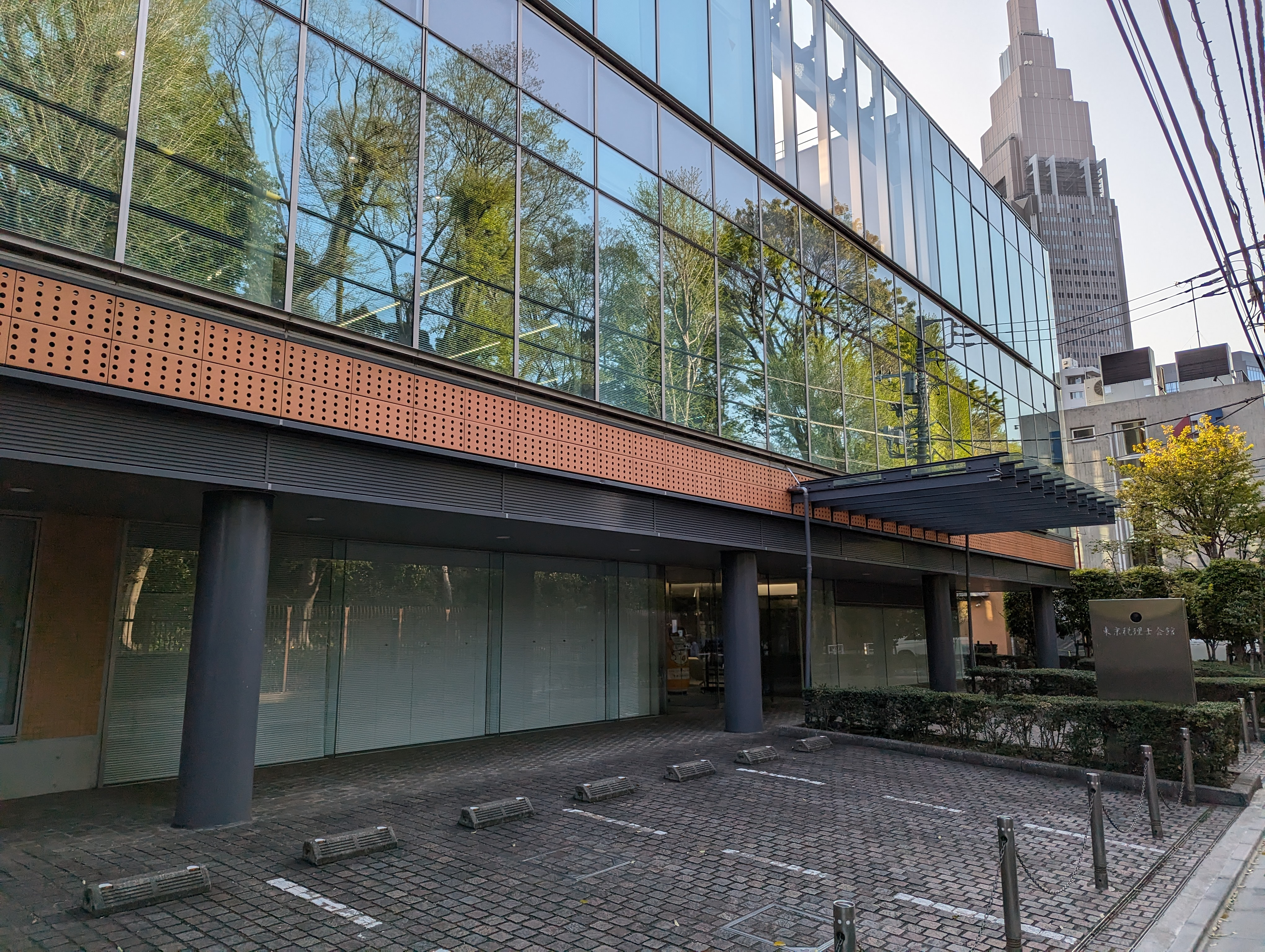
東京税理士会館（東京都渋谷区千駄ヶ谷）

東京税理士会（とうきょうぜいりしかい）は、東京都に事務所を設けて活動している税理士及び税理士法人が会員となっている特別法人である。約21000名以上の会員が、48の支部に所属している。会長は神津信一税理士。日本税理士連合会の会員である。

## 目的
東京税理士会は、「税理士の使命及び職責にかんがみ、税理士の義務の遵守及び税理士業務の改善進歩に資するため、支部及び会員に対する指導、連絡及び監督に関する事務を行う」ことを目的としている。

## 活動
- 税務行政その他租税に関する制度について調査研究を行う[1]
- 会員の業務の進歩改善に関して調査研究を行う[1]
- 税理士に関する制度及び税理士の業務に関する広報活動を行う[1]
- 会報を発行する[1]
- 税理士の登録に関する業務を行う[1]
- 会員の研修に関し必要な施策を行う[1]
- 小規模納税者に対する税理士の業務に関し必要な施策を行う[1]
- 税務行政その他租税または税理士に関する制度について、権限のある官公署に建議し、またはその諮問に答申する[1]

## 沿革
- 1941年（昭和16年）4月12日 - 東京税務代理人会誕生[1]
- 1942年（昭和17年）9月8日 - 東京税務代理士会設立総会[1]
- 1951年（昭和26年）7月2日 - 社団法人東京税理士会に改組[1]
- 1956年（昭和31年）10月1日 - 特別法人東京税理士会設立総会[1]
- 1957年（昭和32年）2月11日 - 会報「東京税理士会」第1号発行[1]
- 1960年（昭和35年）12月10日 - 東京税理士協同組合設立[1]
- 1963年（昭和38年）3月28日 - 東京税理士政治連盟結成大会[1]
- 1966年（昭和41年）4月1日 - 東京地方税理士会三多摩支部会員が東京税理士会に移籍[1]
- 1969年（昭和44年）12月8日 - 渋谷区千駄ヶ谷に東京税理士会館落成[1]
- 1972年（昭和47年）4月1日 - 東京税務会計事務所健康保険組合発足[1]
- 1976年（昭和51年）3月31日 - 東京税理士データ通信協同組合設立認可[1]
- 1980年（昭和55年）7月1日 - 財団法人東京税理士事務所職員退職金共済会発足[1]
- 1990年（平成2年）2月1日 - 東京税理士厚生年金基金の設立認可[1]
- 2004年（平成16年）6月17日 - 東京税理士会第1回国際都市税理士サミット開催[1]

## 歴代会長
- 神津信一
- 関本和幸
- 波多野重雄
- 西村新
- 足達信